# Nathan East
Nathan East (Filadelfia, 8 dicembre 1955) è un bassista statunitense, uno degli artisti più affermati nel campo della musica moderna internazionale. Le sue influenze musicali spaziano dal rock, R&B, pop, jazz, fusion, fino alle radici del blues.
Vanta collaborazioni con i Fourplay, noto gruppo jazz statunitense, Eric Clapton, Phil Collins, Dionne Warwick, Stevie Wonder, Joe Satriani, Daft Punk, Toto, e tanti altri.

## Biografia
Nathan East nasce a Filadelfia nel 1955 da Thomas e Gwendolyn East. Quando ha quattro anni la famiglia di East si trasferisce a San Diego (California). Dopo aver studiato violoncello durante l'infanzia, all'età di 14 anni passa allo studio del basso elettrico ed inizia a suonare in chiesa con i suoi fratelli Raymond e David. A scuola East inizia a suonare in una band chiamata "Power". Tra le sue prime influenze musicali ha citato Ray Brown e Ron Carter nel contrabbasso; e James Jamerson, Paul McCartney e Chuck Rainey nel basso elettrico.
East ha suonato, registrato e collaborato alla stesura dei brani con musicisti quali Anita Baker, Babyface, Eric Clapton, Laura Pausini, Elton John, Michael Jackson, Stevie Wonder, Barbra Streisand, Céline Dion, Joe Satriani, Sting, Quincy Jones, Al Jarreau, Kenny Loggins, Herbie Hancock, B.B. King, Ray Parker Jr. e Whitney Houston.
Ha collaborato alla stesura del brano di successo di Phil Collins e Philip Bailey Easy Lover. East è inoltre apparso con Phil Collins nel DVD Live & Loose in Paris del 1998.
East ha partecipato alla registrazione dell'album vincitore di sei Grammy Award Unplugged di Eric Clapton, album contenente il singolo di successo Tears in Heaven. East è stato per molto tempo membro della band di Eric Clapton sin dai primi anni ottanta, band con la quale ha partecipato in qualità di bassista alla registrazione del brano di Clapton Change the World, brano che ha permesso a Clapton di vincere il Grammy Award alla canzone dell'anno nel 1997.
Collabora con Eros Ramazzotti, uno dei maggiori esponenti della musica italiana al mondo, per la realizzazione degli album Dove c'è musica e Stilelibero.

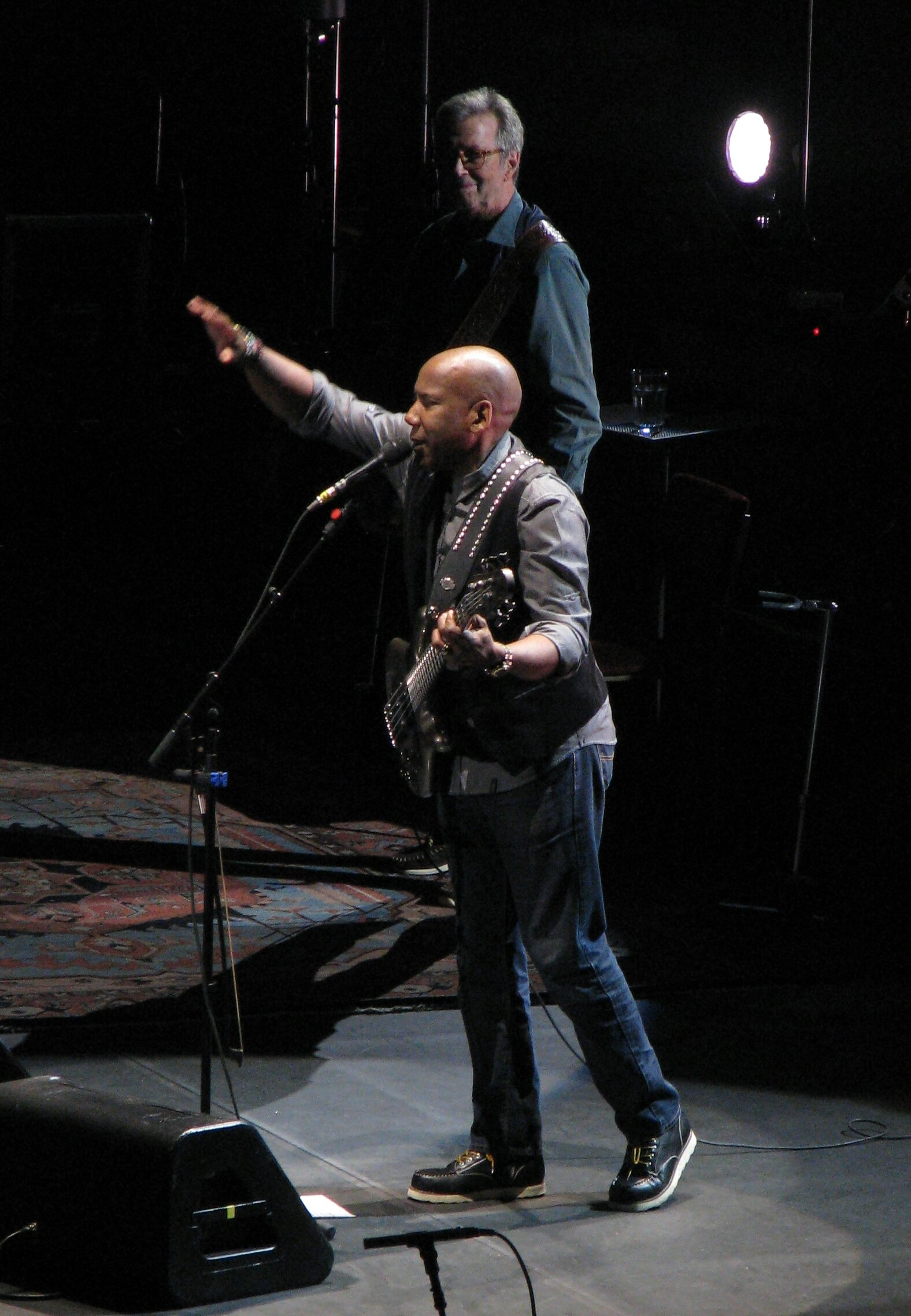
Nathan East con Eric Clapton, maggio 2015

È apparso in molti video e concerti pubblicati in DVD, inclusi Babyface Unplugged (1997), Live & Loose in Paris di Phil Collins (1998), nei concerti live di Eric Clapton 24 Nights (1991), One More Car, One More Rider (2001), Crossroads Guitar Festival (2004), nel Live in Cape Town dei Fouplay (2006) e nei concerti di Andrea Bocelli Vivere Live in Tuscany (2007) e David Foster & Friends (2008).
Ha inoltre collaborato alla realizzazione di Electric Jam di Pino Daniele uscito nel marzo 2009.
East è apparso al concerto della celebrazione inaugurale di Barack Obama al Lincoln Memorial di Washington il 18 gennaio 2009.
È uno dei membri originali della band di Jazz contemporaneo Fourplay assieme a Bob James (tastiere), Lee Ritenour (successivamente rimpiazzato da Larry Carlton) (chitarra) e Harvey Mason (Batteria). I loro album hanno ricevuto numerose nomination ai Grammy Award, hanno conquistato vari dischi di platino ed hanno raggiunto la vetta della classifica di jazz contemporaneo stilata dalla rivista statunitense Billboard.
Nel 2009 ha suonato in alcune tracce dell'album Electric Jam di Pino Daniele.
Nell'estate del 2010 ha sostituito il bassista Mike Porcaro, affetto da sclerosi laterale amiotrofica, durante un breve tour in Europa dei Toto; e lo stesso è accaduto durante il tour europeo 2012.
Nel 2013 ha suonato in alcune tracce dell'album dei Daft Punk Random Access Memories, tra cui il grande successo Get Lucky.
Nel 2014 ha pubblicato il suo primo album da solista: Nathan East, in cui esplora diversi generi musicali.
Nel 2015 ha pubblicato un album jazz in collaborazione con Bob James: The New Cool.
Nel 2017 ha pubblicato il suo secondo album da solista: Reverence.